# Нововасилівка (Вільнозапорізька сільська громада)
Нововаси́лівка —  село в Україні, у Вільнозапорізькій сільській громаді Баштанського району Миколаївської області. Населення становить 19 осіб.